# Епархия Авгу
Епархия Авгу (лат. Dioecesis Auguensis) — епархия Римско-Католической церкви c центром в городе Авгу, Нигерия. Епархия Авгу входит в митрополию Оничи. Кафедральным собором епархии Авгу является церковь святого Михаила Архангела.

## История
20 января 1960 года Римский папа Бенедикт XV издал буллу Evangelica sollertia, которой учредил епархию Авгу, выделив её из епархии Энугу.

## Ординарии епархии
- епископ John Ifeanyichukwu Okoye (8.07.2005 — по настоящее время).

## Источник
- Annuario Pontificio, Libreria Editrice Vaticana, Città del Vaticano, 2003, ISBN 88-209-7422-3
- Булла Evangelica sollertia  (лат.)